# Pomeroy (Washington)
Pomeroy é uma cidade localizada no estado norte-americano de Washington, no Condado de Garfield.

## Demografia
Segundo o censo norte-americano de 2000, a sua população era de 1517 habitantes.
Em 2006, foi estimada uma população de 1399, um decréscimo de 118 (-7.8%).

## Geografia
De acordo com o United States Census Bureau tem uma área de
4,6 km², dos quais 4,6 km² cobertos por terra e 0,0 km² cobertos por água. Pomeroy localiza-se a aproximadamente 566 m acima do nível do mar.

## Localidades na vizinhança
O diagrama seguinte representa as localidades num raio de 44 km ao redor de Pomeroy.